# Rutenberg
De havezate Rutenberg of Ruitenborgh staat in het Nederlandse dorp Dalfsen, provincie Overijssel. Het huidige gebouw dateert uit 1828, maar de geschiedenis van de havezate gaat terug tot in de 14e eeuw.

## Etymologie
Tussen Dalfsen en Rouveen lag een uitgestrekte wildernis die de naam Rute of Ruite droeg. Het goed en kasteel werden naar deze wildernis genoemd. De familie Van Rutenberg noemde zichzelf weer naar het goed Rute dat ze in leen hadden gekregen.

## Geschiedenis
De oudste vermelding dateert uit 1328: het kasteel en goed Rutenberg werden toen door Johannes, graaf van Bentheim, verkocht aan de Utrechtse bisschop Johan van Diest. Het was op dat moment in leen bij Hako van den Rutenberg, drost van Salland en knape van de graaf. Zijn familie was al langer actief in de streek: Steven van Rutenberg was begin 14e eeuw drost van Twente en diens vader Haco was in 1276 raadsman van de Utrechtse bisschop.
De knape Hako verdwijnt na 1328 uit de bronnen. Zijn zoon Steven volgde hem op. In 1336 erkende hij de graaf van Gelre als landsheer, nadat deze Overijssel in pand had verworven van de bisschop van Utrecht.

### Verwoesting en herbouw
Waarschijnlijk is het kasteel rond 1380 verwoest in de strijd die was ontstaan met de Utrechtse bisschop. De toenmalige eigenaar Egbert Hako van den Rutenberg kreeg in 1389 toestemming het kasteel weer te herbouwen, maar moest wel beloven de versterking nooit meer te gebruiken tegen de bisschop of de steden Kampen, Zwolle en Deventer. Egbert Hako trouwde met Agnes van Zuthem. Zij erfde in 1414 van haar broer Alof het Hof van Zuthem in Zwolle en het huis Zuthem bij Windesheim, die hierdoor in eigendom van Hako en zijn nazaten terecht kwamen.
Na het overlijden van Hako in 1422 werd zijn zoon Alof van den Rutenberg beleend met de kastelen Rutenberg en Zuthem. Alof besloot echter te gaan wonen in het Hof van Zuthem, terwijl hij de Rutenberg in achterleen uitgaf aan zijn broer Frederik.

### Van Twickelo
Frederik overleed in 1457 en liet de bezittingen na aan zijn zoon Alof van den Rutenberg, die overigens ongehuwd bleef en daardoor het kasteel in 1485 naliet aan zijn zus Adriaantje. Zij was getrouwd met Johan van Twickelo, die nu het achterleen Rutenberg in handen kreeg. Het deel van dit leen dat nog in eigendom was bij de moeder van Adriaantje, werd door Johan aangekocht. Het goed werd overigens verpacht aan Roelof van den Rutenberg, een bastaardzoon van Frederik. Diverse leden van de familie Van den Rutenberg waren echter ontevreden over de gang van zaken en betwistten het eigendom van de Rutenberg, maar in 1487 bepaalde de bisschop – die nog steeds de hoogste leenheer was - dat het echtpaar Johan en Adriaantje de Rutenberg kon behouden. 
Hun zoon Frederik van Twickelo kreeg de havezate Rutenberg in 1508 toegewezen. Deze Frederik was onder andere lid van de ridderschap, drost van Diepenheim, drost van Drenthe en kastelein van Coevorden, en daardoor een machtige edelman. Hij woonde in Hengelo waar hij een nieuw landhuis liet bouwen. In 1545 overleed hij. Het jaar ervoor was hij nog beleend met de Rutenberg door Egbert Hako van den Rutenberg tot Zuthem.
Frederiks zoon Jasper erfde de havezate. Hij liet het na aan zijn dochter Lucretia, die het in 1599 aan haar zoon Gosen van Raesfelt gaf toen hij trouwde met Johanna van Voorst. Gosen stierf al vrij snel, waardoor zijn zus Agnes de Rutenberg erfde. Via haar dochter Judith kwam de havezate begin 17e eeuw terecht bij de familie Van Echten.

### Sloet
Door het huwelijk in 1680 van Johanna Lebuina van Echten met Willem Berend Barthold Sloet kwam de havezate in 1680 in bezit van de familie Sloet.
Tekeningen uit 1730 tonen nog het middeleeuwse kasteel, maar latere kaarten laten een landhuis zien met twee bijgebouwen: het kasteel zal dus in de 18e eeuw door de familie Sloet zijn vervangen door een landhuis.
In 1749 erfde Willem Borchard Sloet de havezate. Hij werd in 1750 ermee beleend vanuit de Zuthemse leenkamer. Net als zijn voorgangers kreeg hij toegang tot de ridderschap met dank aan zijn bezit van de Rutenberg. Willem had bij testament bepaald dat Coenraad Willem van Fridagh en diens echtgenote Johanna de havezate zouden erven, maar toen hij in 1781 overleed was Coenraad ook reeds gestorven. De Rutenberg werd daarom in 1782 overgedragen aan Gijsbert Lucas Geerlich van Fridagh, een van Coenraads kinderen.

### Sloop en herbouw
De erfgenamen van Gijsbert lieten in 1818 een inventaris opstellen van de havezate en drie jaar later werd het huis ter afbraak publiekelijk geveild. Jan Jansen uit Raalte kocht het recht om het huis te mogen afbreken en het puin te verkopen, de grond van het huis zelf en de overige bezittingen – zoals de landerijen, twee katersteden, het bouwhuis en enkele erven – werden aangekocht door de Zwolse koopman Jannes Ridderinkhoff. In 1828 liet Ridderinkhoff op de plek van het afgebroken huis een nieuw landhuis bouwen. Zijn dochter Maria Elisabeth erfde in 1852 de Rutenberg en liet het weer na aan haar zoon Jacob Pouwel Jansen.
Jacob verkocht in 1903 het gehele goed Rutenberg aan de NV Nederlandsche Voorschotbank, die het goed in stukken opdeelde en verkocht. Het huis kwam hierbij in handen van onderwijzer Abraham Jacob van Breen, die het zelf weer in 1912 verkocht aan Wilhelmus Bartels. Hij liet de grachten dempen. In 1921 verkocht hij alles aan de landbouwfamilie Van Dijk.

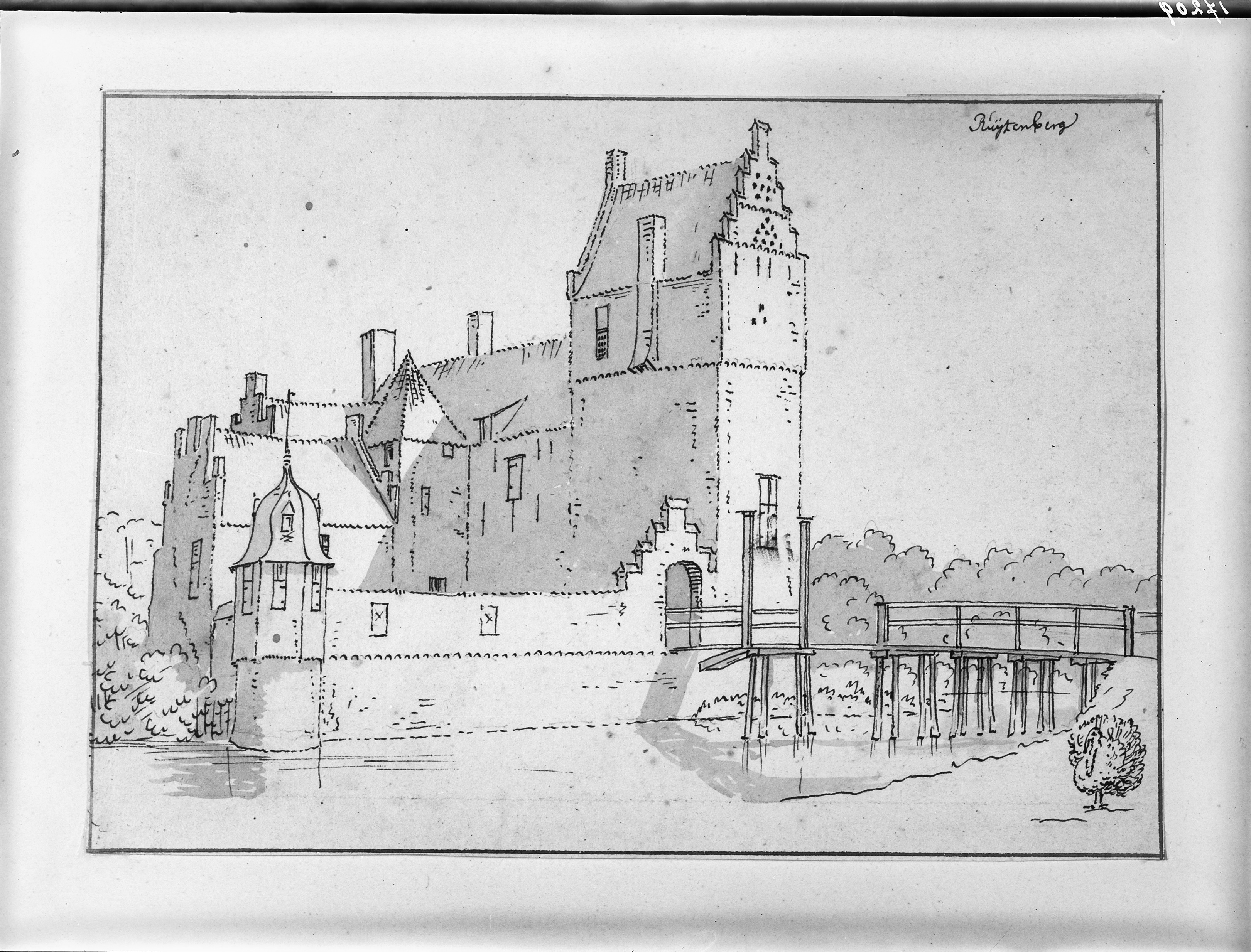
De Rutenberg in 1730

## Beschrijving
Het middeleeuwse kasteel zal oorspronkelijk een zaaltoren zijn geweest. Tekeningen uit 1730 tonen een omgracht, vierkant terrein met daarop het L-vormige kasteel. De rechthoekige woontoren op de zuidoosthoek sluit aan op een lange vleugel aan de oostzijde. Haaks op deze vleugel staan aan de noordzijde twee evenwijdige woonvleugels: de ene vleugel sluit direct op de oostvleugel aan, terwijl de andere middels een vierkante traptoren met de oostvleugel is verbonden. Het voorplein wordt aan de west- en zuidzijde afgesloten door een muur, met op de hoek een klein rond torentje met achtkantige opbouw en direct naast de woontoren een eenvoudige toegangspoort.
Tussen 1730 en 1790  is het oude kasteel vervangen door een landhuis met aan weerszijden van het voorplein twee bijgebouwen. Dit landhuis is in 1821 afgebroken.
Het huidige landhuis dateert uit 1828 en is een rechthoekig, neoclassicistisch gebouw met omgaand schilddak. Het is een rijksmonument.
Den Aalshorst · Den Alerdinck · Huis Almelo · Arkelstein · Averbergen · Azoelen · Backenhagen · Bellinckhof · Den Berg · Huis Bergentheim · Beugelskamp · Beverfeurde · Blankena · Hof te Boekelo · Borgbeuningen · Havezate Boskamp · Boxbergen · Havezate Brecklenkamp · Bredenhorst · Buckhorst · Campherbeek · Colckhof · Den Dam · Huis Diepenheim · Dingshof · Dubbelink · Kasteel Eerde · Egede · Havezate Elsen · Everlo · Landgoed Frieswijk · Glinthuis · Huis Gramsbergen · Grimberg · Grotenhuis · De Haere · Haerst · Hagmeule · Slot Hardenberg · Huis Heeckeren · Huis Hengelo · Herxen · Hofstede · Hogenhof · Hondeborg · Katenhorst · Kevelham · Kranenburg · De Kuile · Het Laar · Leemcule · Luttenberg · Mataram · Mennigjeshave · Nijenhuis (Diepenheim) · Nijenhuis (Olst-Wijhe) · Oldemeule · Olidam · Oosterhof · Huis te Ootmarsum · Den Ordel · Pekkedam · Pothof · Rande · Kasteel Rechteren · Het Reelaer · Rhaan · Rutenberg · Huis Saasveld · Havezate Schoonheten · Havezate Schuilenburg · Singraven · Stoevelaar · Kasteel Toutenburg · Twickel · Vechterweerd · Venebrugge · Kasteel Voorst · Warmelo · Wegdam · Weldam · Weleveld · Huis Werkeren · Westerflier · Wittenstein · Zuthem
Ahnem · Den Alerdinck · Arendshorst · Arkelstein · Averbergen · Beerze · Den Berg · Bergentheim · Blankena · Borgele · Boskamp · Boxbergen · Bredenhorst · Buckhorst · Campherbeek · Collendoorn · Den Dam · Dieze · Dingshof · Den Doorn · Hof te Dorth · Eerde · Egede · De Gelder · Gerner · Glinthuis · Gramsbergen · De Groote Scheere · De Grote Weede · De Haere · Haerst · Hagenvoorde · Heemse · Herxen · Hoenlo · Hofstede · 't Hogeholt · Hogenhof · 't Hoogehuis · Junne · Kranenburg · Krijtenberg · De Kuile · Het Laar · Langeveldslo · Leemcule · Luttenberg · Melenhorst · Mennigjeshave · Nijenhuis · Oosterveen · Den Ordel · De Pol · Pothof · Rande · Rechteren · Het Reelaer · Rhaan · Rollecate · Rutenberg · Schoonheten · Schuilenburg · Vechterweerd · Velner · Venebrugge · Verborg · Voorst · Vrieswijk · Werkeren · Westerveld · Windesheim · Wittenstein · Wolfshagen · Zuthem